# Naomi Mugo
Naomi Wanjiku Mugo (* 2. Januar 1977 in Nyahururu) ist eine ehemalige kenianische Leichtathletin, die sich auf den Mittelstreckenlauf spezialisiert hat. 1996 wurde sie Afrikameisterin über 800 und 1500 Meter und im selben Jahr wurde sie bei den Crosslauf-Weltmeisterin im Team.

## Sportliche Laufbahn
Erste internationale Erfahrungen sammelte Naomi Mugo vermutlich bei den Crosslauf-Weltmeisterschaften 1994 in Budapest, bei denen sie nach 14:29 min den sechsten Platz im Juniorinnenrennen belegte. Bei den Crosslauf-Weltmeisterschaften 1996 in Stellenbosch gewann sie in 21:21 min die Bronzemedaille im Einzelbewerb hinter der Äthiopierin Gete Wami und ihrer Landsfrau Rose Cheruiyot und sicherte sich in der Teamwertung die Goldmedaille. Im Juni siegte sie dann bei den Afrikameisterschaften in Yaoundé in 2:02,80 min im 800-Meter-Lauf sowie in 4:12,30 min auch über 1500 Meter. Anschließend nahm sie über 1500 Meter an den Olympischen Sommerspielen in Atlanta teil und erreichte dort das Finale, in dem sie aber nicht mehr an den Start ging. Bei den Crosslauf-Weltmeisterschaften 1997 in Turin landete sie nach 21:23 min auf dem achten Platz über die Langdistanz und sicherte sich in der Teamwertung hinter dem äthiopischen Team. Im Jahr darauf wurde sie bei den Crosslauf-Weltmeisterschaften 1998 in Marrakesch in 26:33 min Elfte im Einzelbewerb und im September belegte sie bei den Commonwealth Games in Kuala Lumpur in 4:07,95 min den vierten Platz im 1500-Meter-Lauf. 1999 kam sie bei den Crosslauf-Weltmeisterschaften in Belfast nicht ins Ziel und im Jahr darauf schied sie bei den Olympischen Sommerspielen in Sydney mit 4:13,18 min in der Vorrunde über 1500 Meter aus und bei den Crosslauf-Weltmeisterschaften 2001 in Ostende wurde sie in 15:24 min Elfte über die Kurzdistanz und sicherte sich in der Teamwertung die Silbermedaille hinter dem äthiopischen Team. Im September belegte sie bei den Goodwill Games in Brisbane in 15:33,02 min den sechsten Platz im 5000-Meter-Lauf und gelangte über die Meile mit 4:41,32 m auf Rang sieben. Im Jahr darauf belegte sie bei den Commonwealth Games in Manchester in 4:11,47 min den siebten Platz über 1500 Meter und anschließend gewann sie bei den Militär-Weltmeisterschaften in Tivoli Medaillen über 1500 und 5000 Meter. 2003 klassierte sie sich bei den Weltmeisterschaften nahe Paris mit 4:02,33 min im Finale den sechsten Platz über 1500 Meter und anschließend belegte sie beim IAAF World Athletics Final in Monaco in 4:02,63 min ebenfalls Rang sechs. Daraufhin gewann sie bei den Afrikaspielen in Abuja in 4:24,33 min die Bronzemedaille hinter der Äthiopierin Kutre Dulecha und ihrer Landsfrau Jackline Maranga. Im Dezember wurde sie bei den Militärweltspielen in Catania in 4:34,78 min Vierte. 2005 beendete sie dann ihre aktive sportliche Karriere im Alter von 28 Jahren. 
In den Jahren 1996 und 1997 wurde Mugo kenianische Meisterin im 1500-Meter-Lauf.

## Persönliche Bestleistungen
- 800 Meter: 2:02,15 min, 25. Mai 1996 in Cardiff
- 1500 Meter: 3:58,12 min, 8. August 1998 in Monaco
- Meile: 4:24,43 min, 25. August 1998 in Lausanne
- 3000 Meter: 8:43,55 min, 7. Juni 2000 in Mailand
- 5000 Meter: 15:25,13 min, 8. März 2000 in Adelaide